# Je t'aime (pièce de théâtre)
Pour les articles homonymes, voir Je t'aime.
Je t'aime est une pièce de théâtre de Sacha Guitry, représentée pour la première fois le 12 octobre 1920 au théâtre Édouard VII.

## Distribution de la création
- Lui (Georges) : Sacha Guitry
- Elle (Denise) : Yvonne Printemps
- Un maître d'hôtel : Louis Kerly
- Un garçon : Tournier
- Un sommelier : Amigues
- Un maître de maison : Saint-Paul
- Une maîtresse de maison : Suzanne Avril
- Un mari : Berthier
- Une femme : Blanche Toutain
- Son amant : de Reilles
- Un jeune homme : René Hiéronimus
- Un joueur : Georges Lemaire
- Une dame qui danse le tango : Luce Fabiole
- Trois musiciens noirs : Black Eyes Jazz Band
- Un parasite : Marcel Lévesque
- Une cuisinière : Suzanne Goldstein

## autres mises en scène théâtrales de «Je t'aime» de Guitry
1971: avec Claude Jade (Denise), Philippe Étesse (Georges), m.e.s.: Julien Bertheau, Théâtre du Palais-Royal 
1994: m.e.s.: Patrick Pessis, Funambule Montmartre
2010: m.e.s.: Éric-Gaston Lorvoire, Théâtre 14, Paris